# 박샤론
박샤론(1985년 1월 30일 ~ )은 대한민국 미스코리아 출신의 방송인이다.

## 주요 이력
서울에서 출생하였고 인천에서 성장한 그녀는 서울여자대학교 1학년 시절 2006년 미스코리아 선(善)으로 입상하였고 2010년 12월 11일 변호사 김건우와 결혼하였다.

## 학력
- 인명여자고등학교 졸업
- 서울여자대학교 불어불문과, 영어영문과 학사
- 서울여자대학교 대학원 사회복지학과 석사

## 신체 사이즈
- 가슴: 35 in (88.9 cm)
- 허리: 24 in (61.0 cm)
- 엉덩이: 35 in (88.9 cm)

## 출연 작품

### 방송
- 《M BOX》 - MBC 드라마넷
- 《CBS 수호천사 사랑의 달란트를 나눕니다》 - 기독교방송
- 《미스코리아 비밀의 화원》 - JTBC
- 《용감한 기자들》 - E채널
- 《맘토닥톡》 - 스토리온
- 《아이디어 하우머치》 - SBS
- 《토요일이 좋다 - 오! 마이 베이비》 SBS - 특별출연

## 수상
- 2006년 미스코리아 인천 진(眞)[3]
- 2006년 미스코리아 선(善)[4]